# Howard Crossley
 (mai 2025).
Si vous disposez d'ouvrages ou d'articles de référence ou si vous connaissez des sites web de qualité traitant du thème abordé ici, merci de compléter l'article en donnant les références utiles à sa vérifiabilité et en les liant à la section « Notes et références ».
Howard Crossley est un acteur britannique né le 16 février 1955 à Rotherham en Angleterre.

## Filmographie

### Cinéma
- 1985 : Wetherby : un policier
- 1988 : The Nature of the Beast : Big Man
- 1996 : A Midsummer Night's Dream : Tom Snout et la fée
- 1998 : Girls' Night : un journaliste
- 2014 : Billy Elliot, the Musical : George
- 2016 : Demain tout commence : le juge

### Télévision
- 1981 : BBC2 Playhouse : Jacko (1 épisode)
- 1982 : Play for Today : le chauffeur du minibus (1 épisode)
- 1982 : Horace : Arthur (2 épisodes)
- 1982-1985 : Coronation Street : les chauffeurs de Lorry (2 épisodes)
- 1983-2018 : Emmerdale Farm : Rustler, Stan et Santa (5 épisodes)
- 1984 : Leaving (1 épisode)
- 1989 : Le Saint : le voleur de bijoux (1 épisode)
- 1990 : La Brigade du courage : un policier (1 épisode)
- 1991 : The Bill : Roy Evans (1 épisode)
- 1996 : Inspecteurs associés : Sam Blakey (1 épisode)
- 1998-2000 : Médecins de l'ordinaire : Des et Manning (2 épisodes)
- 1999 : Inspecteur Frost : Dave Hurley (1 épisode)
- 2000 : Where the Heart Is : M. Barratt (1 épisode)
- 2001 : Resurrection : D.C. Freeman (2 épisodes)
- 2001 : Casualty : M. Boyd (1 épisode)
- 2012 : Prisoners' Wives : Bob (2 épisodes)